# Lepidosauromorpha
Infra-classe
Super-ordres de rang inférieur
- † Kuehneosauridae ?
- † Cargninia
- † Coartaredens ?
- † Feralisaurus ?
- † Fraxinisaura
- † Lacertulus ?
- † Marmoretta
- † Megachirella
- † Paliguana
- † Pamelina ?
- † Sophineta
- † Tamaulipasaurus
- † Taytalura
- † Vellbergia
- † Vinitasaura
- Lepidosauria
  - Rhynchocephalia
  - Squamata

Les Lépidosauromorphes (Lepidosauromorpha) sont une infra-classe de vertébrés tétrapodes de la sous-classe des diapsides. Ils constitue la branche des espèces plus proches des lépidosaures que des archosaures au sein du groupe-couronne Sauria. Leur groupe frère est celui des Archosauromorphes aujourd'hui représenté par les crocodiles et les oiseaux.

## Contenu
Les lépidosauromorphes comprennent d'une part les Lépidosaures (sphénodontes, lézards, serpents et iguanes) et quelques groupes éteints, et d'autre part les Sauroptérygiens (reptiles marins) tous éteints (plésiosaures, etc.). Les tortues (Testudines) pourraient aussi faire partie de ce groupe.
Selon BioLib (8 avril 2021) :
- super-ordre Lepidosauria
  - ordre Rhynchocephalia Williston, 1925
  - ordre Squamata Oppel, 1811
- super-ordre Sauropterygia †
  - ordre Nothosauria Baur, 1889 †
  - ordre Plesiosauria Blainville, 1835 †
  - ordre Placodontia Cope, 1871 †
  - famille Claudiosauridae † (Permien)
- ordre Eosuchia † (Permien-Trias)